# Batraquèdrids
Els batraquèdrids (Batrachedridae) són una petita família de lepidòpters ditrisis de las superfamília dels gelequioïdeus (Gelechioidea). Són arnes petites i primes que descansen amb les ales ben embolicades al voltant del cos.

## Taxonomia
Els batraquèdrids inclouen unes 100 espècies. La taxonomia d'aquest i altres grups propers és disputada. Durant molt temps es va pensar que contenia dos gèneres, Batrachedra (amb moltes espècies) i Houdinia (una sola espècie, Houdinia flexissima de Nova Zelanda i les illes circumdants).
Més recentment, la llista de gèneres assignats a la família ha crescut:
- Batrachedra Herrich-Schäffer, 1853
- Batrachedrodes Zimmerman, 1978
- Chedra Hodges, 1966
- Corythangela Meyrick, 1897
- Duospina Hodges, 1966
- Homaledra Busck, 1900